# Gli Sciuani
Gli Sciuani (Les Chouans) è un romanzo di Honoré de Balzac del 1829, inserito nel XIII volume della Commedia umana, nella sezione Scene di vita militare.
È il primo romanzo in cui appare l'elemento romantico oltre a quello storico, con intrighi amorosi e incontri paradossali, nel contesto della guerra civile francese di fine XVIII secolo, che vedeva contrapposti l'esercito regolare repubblicano del periodo post-rivoluzionario e i ribelli (gli Sciuani appunto) delle province ribelli della Vandea e della Bretagna, fedeli alla monarchia abbattuta. Balzac inserisce in questo contesto storico una storia d'amore, tra l'aristocratica Marie de Verneuil e il chouan monarchico Alphonse de Montauran, intrighi e spionaggio che, in virtù delle passioni che ne derivano, modificano il corso della storia.
Balzac concepì l'idea per il romanzo durante un viaggio in Bretagna organizzato da un amico di famiglia nel 1828. Incuriosito dalla gente e dall'atmosfera della regione, iniziò a raccogliere note e descrizioni per usarle in un secondo momento. Dopo la pubblicazione di un Avertissement, pubblicò tre edizioni del romanzo, ciascuna rivista pesantemente e con diversi titoli: Le Gars, Les Chouans ou la Bretagne il y a trente ans e Le Dernier Chouan ou la Bretagne en 1800.
Seguendo da vicino le orme di Sir Walter Scott, il romanzo utilizza il veritiero sfondo storico per raccontare una storia di fantasia. Affronta temi quali l'amore appassionato, l'inganno vendicativo e lo status sociale. Sebbene sia disprezzato dalla critica a favore di opere successive, il romanzo segna un punto di svolta nella vita e nell'arte di Balzac.

## Contesto storico

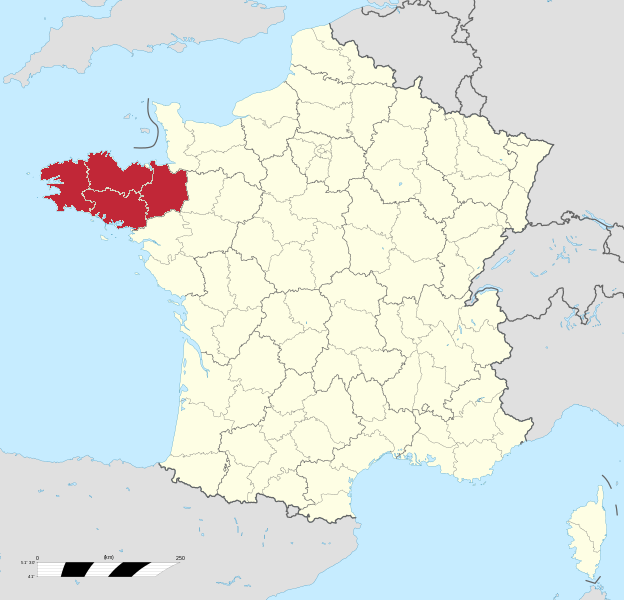
La regione della Bretagna fu teatro di una serie di rivolte dopo la Rivoluzione Francese

Sull'onda della rivoluzione francese, gruppi di monarchici fedeli ai Borboni si sollevarono contro il nuovo governo. Uno di questi gruppi è stato quello degli Chouan in Bretagna, guidati da Jean Chouan. Essi si allearono con le forze contro-rivoluzionarie in Vandea nel 1793 e iniziarono la Guerra di Vandea. L'insurrezione venne repressa dalla repubblica.
Ciononostante, il sentimento monarchico non si spense, e in Bretagna la lotta tra le due fazioni - i "Blu" rivoluzionari e i "Bianchi" Chouan - continuò, anche quando Napoleone salì al potere nel 1799. L'esercito di Napoleone sconfisse gli Chouans, tuttavia divisioni politiche e risentimento continuarono per oltre un secolo.
All'inizio del diciannovesimo secolo, le opere di Sir Walter Scott erano dei best seller. I suoi romanzi catturavano i cambiamenti della società e dimostravano il grande impatto dei grandi cambiamenti storici. Un gran numero di autori francesi tentò di replicare il successo di Scott, ma i loro lavori erano isolati e distanti dall'ambiente che li circondava.
Honoré de Balzac fu profondamente influenzato da Scott (come la scrittrice irlandese Maria Edgeworth), e decise di scrivere romanzi utilizzando come sfondo letterario la turbolenta storia della Francia, allo stesso modo in cui Scott ed Edgeworth avevano usato la storia della Scozia e dell'Irlanda. In precedenza Balzac aveva pubblicato solo romanzetti di bassa lega, libri progettati per emozionare i lettori e vendere una gran quantità di copie, tutti scritti sotto diversi pseudonimi. Aveva anche fatto una serie di investimenti speculativi andati male, che lo avevano lasciato nei debiti. Tuttavia, egli credeva nelle proprie capacità di scrittore e aspettava il successo.

## Preparazione e pubblicazione
Nel settembre del 1828 Balzac visitò la casa del barone de Pommereul a Fougères, amico di famiglia e generale in pensione. Trascorse diverse settimane a documentarsi sull'insurrezione (contro cui Pommereul aveva combattuto). Studiò attentamente i libri del suo ospite e intervistò i cittadini sulle loro esperienze durante la rivolta. Pommereul possedeva un castello che era stato il quartier generale del conte di Puisaye, un leader monarchico coinvolto in una fallita invasione di esuli monarchici a Quiberon. Questa invasione era stata supportata dai Chouans, e Balzac iniziò così a raccogliere eventi e storie di persone come ispirazione per il suo romanzo.

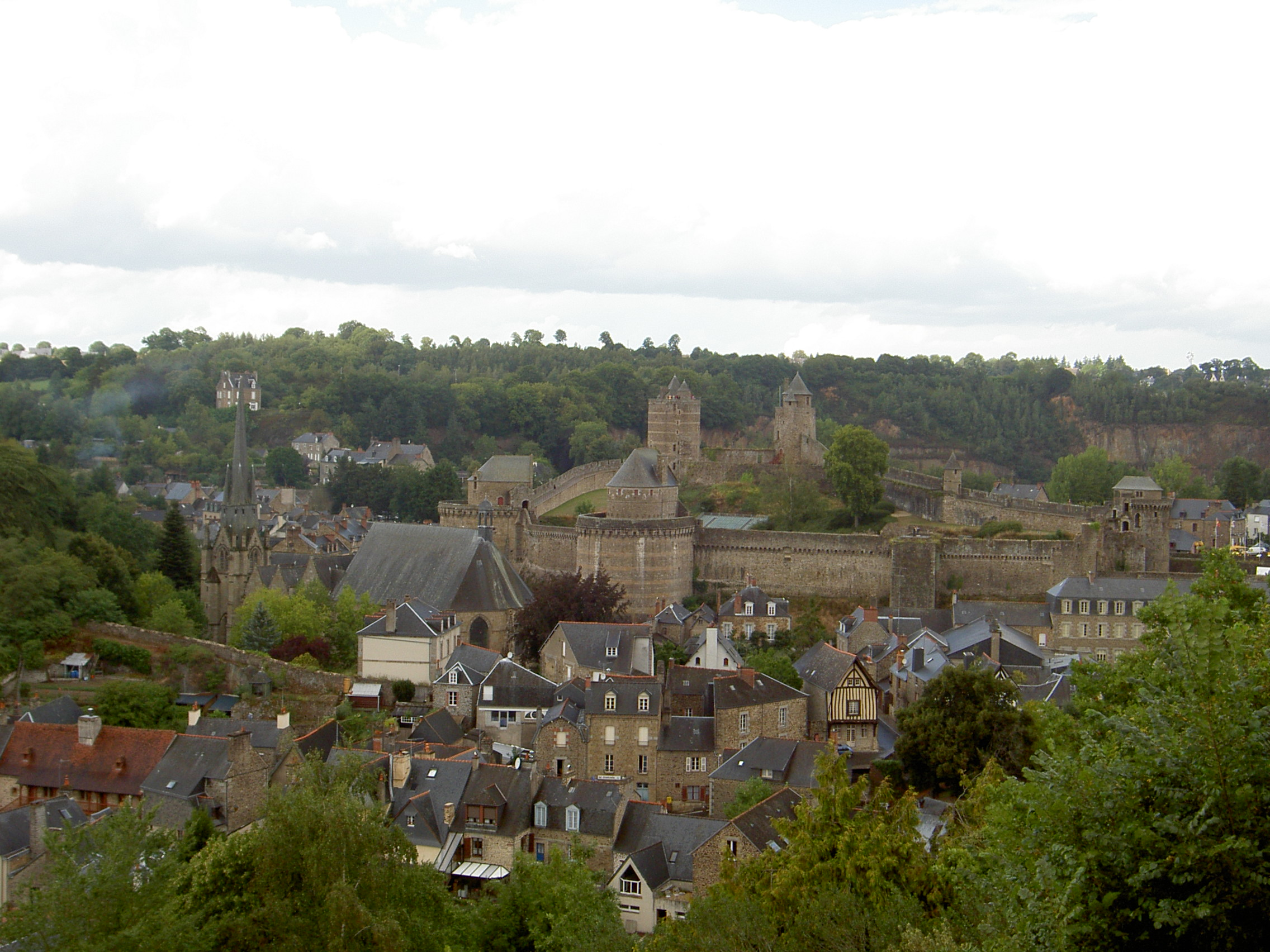
Veduta di Fougères

Durante la permanenza a casa di Pommereul, a Balzac fu data una stanza con vista sul Pellerine, che usò come ambientazione per prima scena del libro. Vagò per la città, prendendo nota di dettagli da utilizzare nelle sue descrizioni del paesaggio. Facendo ricerche nella storia recente, Balzac esaminò eventi accaduti nel suo anno di nascita. Il biografo Graham Robb notò che il sottotitolo originale del libro era La Bretagna nel 1799 e disse: "la scoperta della storia contemporanea ha portato Balzac indietro fino alla sua infanzia".
Poco prima di aver completato la stesura del romanzo, - originariamente intitolato Le Gars - Balzac scrisse un annuncio che ne segnalava l'imminente pubblicazione. Con lo pseudonimo Victor Morillon e scrivendo in terza persona, descriveva la sua intenzione di "mettere la storia del paese nelle mani dell'uomo della strada [...] illuminare le menti ordinarie e far loro capire le ripercussioni che hanno sull'intera popolazione i disaccordi e la rivolta popolare". Nell'Avertissement, loda Scott come "un uomo d'ingegno", pur notando i suoi limiti, specialmente quando scrive parti romantiche: "sulla sua lira mancano le corde che cantano d'amore". Dichiara inoltre di voler scrivere un altro volume intitolato Le Capitaine des Boutefeux sulla guerra nel XV secolo a Parigi. Questa opera non venne mai completata.

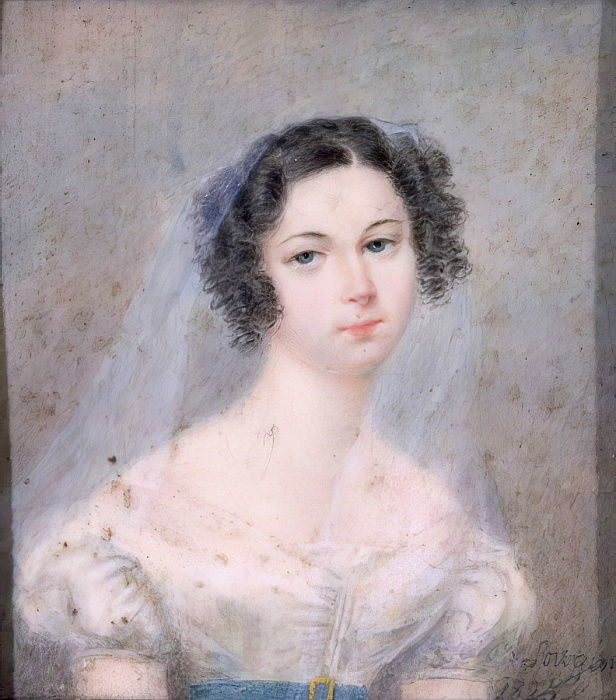
Le ultime edizioni del romanzo vennero riviste pesantemente, in parte per compiacere Ewelina Hańska, amante di Balzac

Prima di pubblicare il libro, nel marzo del 1829, Balzac aveva cambiato il titolo (in risposta alle lamentele di Madame de Pommereul) in Le dernier Chouan ou La Bretagne en 1800 e firmato "M. Honoré Balzac". È la prima opera di Balzac non pubblicata sotto uno pseudonimo.
Nel 1834 una seconda edizione fu pubblicata con il titolo Les Chouans ou La Bretagne en 1799. Era stato pesantemente rivisto, secondo lo stile di Balzac di rielaborare costantemente i suoi testi anche dopo la pubblicazione. Aveva iniziato una corrispondenza con Ewelina Hańska, che le scrisse per prima in forma anonima nel 1832. Nel tentativo di compiacerla, Balzac cambiò parte del linguaggio nella seconda edizione di Les Chouans. "Se solo tu sapessi" le scrisse, "quanto c'è di te in ogni frase cambiata di Chouans!". La seconda edizione dimostra anche la maturazione filosofico-politica dell'autore (ammorbidisce la sua rappresentazione dei monarchici), e l'evoluzione dei personaggi femminili testimoniano il suo rapporto con Hańska.
Quando venne pubblicata la terza edizione, nel 1845, Balzac era innamorato della sua creazione. Due anni prima aveva scritto a Hanska: "Non c'è dubbio, si tratta di un magnifico testo. Non l'avevo mai letto davvero prima. La passione è sublime, e ora capisco perché hai una devozione così speciale per questo libro. Tutto sommato, io sono molto soddisfatto". In una prefazione alla terza edizione, Balzac descrisse i suoi piani per una parte della Commedia Umana chiamata Scene di vita militare. Oltre a Les Chouans centrato sul combattimento di guerriglia, aveva progettato un altro libro chiamato Les Vendéans, sulla guerra civile. Sebbene nel 1844 avesse pianificato un viaggio nella Francia occidentale per scrivere il libro, Les Vendéans non fu mai scritto.

## Trama
All'inizio del romanzo, il comandante repubblicano Hulot viene assalito dagli Chouan, che convertono alla loro causa decine di coscritti. Una nobile, Marie de Verneuil, aiutata da un detective chiamato Corentin, viene inviata da Joseph Fouché per sottomettere e catturare il leader monarchico, il marchese de Montauran. Marie, tuttavia, si innamora del marchese de Montauran e, sfidando Corentin, escogita un piano per sposare il leader Chouan. Corentin le fa credere che Montauran ami Madame du Gua e Marie ordina a Hulot di distruggere i ribelli. Scopre troppo tardi il raggiro e cerca, senza successo, di salvare il marito il giorno dopo le nozze.

## Stile

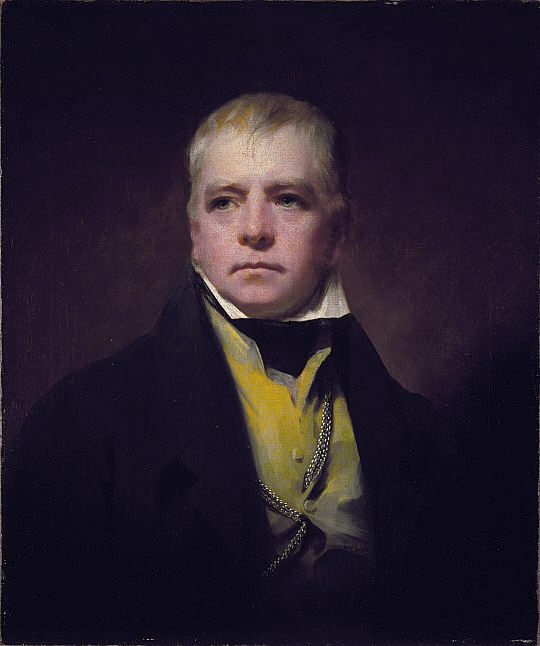
Sir Walter Scott influenzò lo stile di Balzac

L'influenza di Scott si sente in tutto il romanzo. Lunghe descrizioni della campagna sono interrotte costantemente da spiegazioni storiche sulla Bretagna e i suoi abitanti. L'impostazione pastorale è integrata nella trama, in particolare la guerriglia dei Chouan. Inoltre, Balzac mostra anche l'influenza di James Fenimore Cooper, la cui opera L'ultimo dei Mohicani aveva impressionato lo scrittore francese. Come i mohicani del libro, anche i Chouan sanno usare l'ambiente che li circonda, sbucando fuori dai boschi per sorprendere i nemici.
Alcuni critici sostengono che Balzac abbia, per certi aspetti, addirittura superato Scott. Nella sua introduzione all'edizione 1901, il poeta e critico George Saintsbury scrive che il carattere di Montauran è "libero dalla piattezza che non di rado caratterizza i giovani uomini di sir Walter". Mettendo in primo piano la relazione tra Montauran e Marie, Balzac indica la passione come tema centrale della storia. Come scrive nel 1842 nella prefazione a La commedia umana: "Passione è tutta l'umanità. Senza di essa, la religione, la storia, la letteratura e l'arte sarebbero inutili".
A causa delle conversazioni prolungate, intricate descrizioni e lunghe digressioni, il libro è considerato "pesante" da alcuni critici. Nelle edizioni successive, è stata rimossa la divisione in capitoli (anche se in alcune versioni ora viene ripristinata), e il libro è diviso in tre sezioni, di cui quella finale comprende quasi metà del romanzo. L'atmosfera generale è inoltre aggravata dalla mancanza di chiarezza su alcuni punti; le motivazioni che spingono alcuni personaggi non sono chiare neanche alla fine, e la caotica sequenza degli eventi è difficile da seguire.

## Accoglienza e impatto
Gli Sciuani è considerato il primo vero successo di Balzac, una pietra miliare per cui si era a lungo preparato. Ciò è confermato anche dal fatto che l'abbia pubblicato con il suo vero nome, e non con uno pseudonimo come le opere precedenti. Saintsbury sostiene che la pubblicazione de Gli Sciuani è stato il primo passo per "emergere dal limbo degli scrittori anonimi". Tuttavia, gli incassi del libro non erano sufficienti a coprire le modeste spese di mantenimento di Balzac.
Sebbene non abbia mai finito le altre opere destinate a comporre Scene della vita militare, Balzac riutilizzò personaggi de Gli Sciuani in opere successive. Corentin riappare in Un tenebroso affare (1841) e Hulot ne La musa del dipartimento. Altri romanzi successivi parlano di insurrezioni pro-monarchia e si ricollegano ai temi de Gli Sciuani.
Lo stile di Balzac, molto tempo prima di affinare il suo linguaggio realista, e il ritmo instabile del romanzo, sono rappresentativi della sua carriera appena agli inizi. Tuttavia, i critici lo acclamano come un punto di svolta ed è stato anche definito "preferito" tra i lettori.

## Adattamenti cinematografici
Nel 1947 è stato tratto il film  I ribelli della Vandea  (Les Chouans), diretto da Henri Calef, con protagonisti Paul Amiot e Roland Armontel.

## Edizioni italiane
- Honoré de Balzac, Scene della vita militare: gli Sciuani o la Bretagna nel 1799, traduzione di Tiziano Ciancaglini, Milano, Corbaccio, 1928.
- Honoré de Balzac, Gli Sciuani, Milano, Cino Del Duca, 1964.
- Honoré de Balzac, Gli Sciuani, Chieti, Solfanelli, 2023 (traduzione di Antonietta Florio)